# Saint-Pathus
Saint-Pathus é uma comuna francesa localizada na região administrativa da Île-de-France, no departamento Sena e Marne. A comuna possui 4515 habitantes segundo o censo de 1990.